# 마도정병의 슬레이브
《마도정병의 슬레이브》(일본어: 魔都精兵のスレイブ 마토세이헤이노 스레이부[*])는 원작: 타카히로, 작화: 타케무라 요헤이의 일본 만화 작품이다. 슈에이샤의 웹코믹 사이트 《소년 점프+》에서 2019년 1월 5일부터 토요일에 연재 중이다. 커버 일러스트의 채색은 OKADA가 담당한다. 2023년 1월 현재 전자판을 포함한 단행본의 누적 발행 부수는 200만 부를 돌파했다.

## 줄거리
수십 년 전, 일본 각지에 갑자기 출현한 수수께끼의 문 「쿠나도」. 그 앞에는 추귀라는 괴물과 먹은 자에게 이능의 힘을 주는 복숭아가 존재하는 이공간 마도가 있었다.복숭아는 여성에게만 능력을 가져다주었기 때문에 세상은 남녀평등에서 여존남비로 변화했다. 일본 정부는 마도로 가는 문을 관리하에 두고 복숭아의 힘을 얻은 여성들로 구성된 새로운 조직 마방대를 창설했다. 그리고 2020년 어느 날 진로를 고민하는 고3 남학생인 와쿠라 유키는 돌발적으로 발생한 문 안으로 들어가 마도로 헤매고 추귀에게 습격당하고 만다. 그곳에 달려온 마방대 7번대 조장·하마에 쿄카에 의해 구조되지만 위기는 계속된다. 절체절명시 경향의 능력 무궁의 사슬에 의해 유키는 노예가 되고 대신 막강한 힘을 얻어 헤쳐 나간다.  마침내 유키는 교카의 노예 겸 마방대 기숙사 관리인으로 추귀와 싸우는 나날을 보내게 됐다.

## 등장인물
성우의 항목은 텔레비전 애니메이션판의 성우를 참조하자.

### 마방대 (魔防隊)

#### 칠번대 (七番組)（주요 인물）
와쿠라 유우키 (和倉 優希, わくら ゆうき）
성우 - 히로세 유야(広瀬裕也)
나이: 17세 / 신장: 173cm / 생일 : 3월 12일 / 혈액형 : A형.
본작의 주인공으로, 7프로 기숙사 관리인이다. 집안일을 잘하고, 새로운 요리나 청소용구 개발이 취미다.
이야기 시작 초기에는 공립 우에노게 고등학교 3학년 남학생으로 여존남비해진 사회에서의 졸업 후의 장래에 대해 고민하던 중, 마도로 헤매어 쿄카에게 보호받는다.그러다 추귀의 대군을 걷어차기 위해 반쯤 강제로 그녀의 노예가 되고 마방대 일곱 프로그램에 고용된다.
아오바네라는 언니가 있어서 어렸을 때는 자주 남매가 다마가와에서 놀고 있었다.여러 번 푸른 날개에게 울렸지만 그래도 그녀를 그리워하며 자주 뒤를 따랐다.6년 전 푸른 날개를 마도 재해로 잃었으나 외뿔 추귀와의 싸움에서 외뿔 등에 타는 사람형 추귀가 푸른 날개를 닮았다는 사실에 경악한다.그 후 두 번째 인간형 추귀의 습격 때 은신처로 끌려가 그곳에서 다시 한번 아오바와 재회를 하였다. 그리고 청우로부터 인간형 추귀의 사연을 알고 은신처 싸움을 거쳐 다시 청우들과 헤어지게 되었는데, 청우들 인간형 추귀를 인간에게 돌려줄 수단을 찾기로 결심했다. 1차 인기투표에서는 7위를 기록한다.
노예화
'무궁의 사슬'에 의해 경향의 손에 입맞춤으로써 육체가 추귀와 같은 이형의 모습으로 변화하여 인간을 훨씬 넘어선 힘을 발휘한다.
목에는 쇠사슬이 달린 목걸이가 달려 있고, 타는 사람의 주인이 유키의 등에 올라타 쇠사슬을 당겨 명령을 내려줌으로써 더욱 힘이 이끌어진다.그 전투능력은 여느 추귀 수십 구를 쉽게 순살할 정도로 높다. 승차자의 주인이 바뀌면서 노예화의 특성이 변화해 다른 형태가 될 수 있다.
오른쪽 주먹에 힘을 집중해 쏘는 예가권이나, 유우가 적의 머리 위에서 손칼을 쏘고, 동시에 유키의 등에 탄 교카가 칼로 옆으로 패는 합체기 호날십자가 등 노예화 상태에서 쏘는 기술의 이름에는 노예를 떠올리게 하는 말이 들어 있다.
교카가 유키 취급에 익숙해지면 쇠사슬을 늘릴 수도 있게 되었다.
경향이 곁에 없을 때는 경향의 부츠에 입을 맞추는 것으로 어중간하면서도 노예화를 이뤄 거대한 추귀를 타도했지만 시간이 빠르고 포상도 아픈 마사지였다. 능력이 해제돼 인간으로 돌아갈 때 빛이나 연기가 난다.6번과의 교류전 때 유키는 이를 어지럽게 이용했다.
천진 (天進, てんしん）
무궁무진한 사슬의 추가 가능성인 진화 형태. 진화 전보다 제한시간이 짧아지지만 힘도 속도도 전체적으로 현격히 강화된다.  일만린과의 특훈으로 터득했다.

우젠 쿄카 (羽前 京香, うぜん きょうか）
성우 - 키토 아카리(鬼頭明里)
나이 : 21세 / 신장 : 167cm / 생일 : 9월 4일 / 혈액형: O형. 가슴둘레: 85 (E).
본작의 여주인공으로 7프로의 조장이다. 도깨비의 조장이라는 늠름한 여성.
마도를 헤매던 유우를 구조했지만 추귀의 대군에 둘러싸여 결계로 막았을 때 유키를 노예로 삼기로 하고 자신의 능력으로 유키에게 막강한 힘을 실어주는 데 성공.그를 일곱 프로에 고용하다.
고향인 야마가타현 츠키야마에서 일어난 「츠키야마 오이자와 사건」이라고 하는 마도 재해의 유일한 생존.중상을 재활치료로 고친 뒤 명가 아래 수행과 단련에 힘쓰고 고향의 원수를 갚기 위해 마방대에 입대.일곱 프로그램에 배속되는데 당시 조장이 자신의 야심을 위해 부하에게 무리한 명령을 내리는 인물이었고, 그것이 마음에 들지 않아 결투를 신청해 승리하고 조장의 자리를 빼앗았다.이후에는 추귀를 토벌하면서 고향을 망친 외뿔로 불리는 추귀를 찾아내 쓰러뜨리는 것을 목표로 하고 있다.
능력을 사용해 해제할 때마다 대가로 우키에게 성적인 보상을 줘야 하지만 혐오감은 품지 않는다.유키의 사생활에는 참견할 생각이 없었지만, 유키가 아마카에게 구애받는 것을 보면서 독점욕이 싹트고 조금씩 유키를 의식해 나가게 된다.
능력으로 강화한 유우키를 사역할 뿐만 아니라 스스로도 영산에서 수행하여 완성한 독자적인 전투술과 일본도를 무기로 싸운다.무도의 기본을 익혀 생신의 강도는 우를 넘어 마방대에서 유일하게 복숭아의 능력 없이 추귀를 쓰러뜨릴 수 있는 경지에 있으며, 다른 인간이 똑같이 단련해도 아직까지 아무도 경향의 영역에 도달하지 못하고 있다.이 복숭아의 힘에 상관없이 추귀를 쓰러뜨릴 수 있는 예외성이 그녀를 조장 자리에 앉히는 한 원인이 됐다.
1차 인기투표에서는 2위를 기록한다.
무궁의 사슬 (無窮の鎖,スレイブ）
노예로 만든 생명체의 힘을 끌어내어 사역하는 능력이 있다.
한번 노예가 된 생명체는 기본적으로 죽을 때까지 교카노예 상태가 된다.
본편 시작까지는 추귀를 사역하였으나 우희를 노예로 삼자 추귀와는 비교할 수 없을 정도로 강화되었다.주위에서는 완전히 벗어난 능력이라는 야유를 받고 있었다(쿄카 본인도 그렇게 생각하고 있었다.) 하지만 실제로는 노예가 되는 자의 성장, 주와 노예가 주종관계를 강하게 의식함으로써 월등한 출력이 되는 것, 다른 대원에게 능력의 대출에 따라 우희의 특성이 크게 변화하는 등 말 그대로 『무궁한 성장성과 확장성』으로 가득 찬 능력이다.
하지만 실제로는 노예가 되는 자의 성장, 주와 노예가 주종관계를 강하게 의식함으로써 월등한 출력이 되는 것, 다른 대원에게 능력의 대출에 따라 우희의 특성이 크게 변화하는 등 말 그대로 『무궁한 성장성과 확장성』으로 가득 찬 능력이다.
무궁의 사슬 전운 (無窮の鎖・戦雲,スレイブ・いくさぐも）
교카(京香)와 히만린(日萬 の)의 두 사람이 카리로 유키( 京)에게 무궁의 사슬을 발동한 형태이다.
주인이 두 사람이 됨으로써 힘과 속도가 더욱 강화돼 입에서 파괴광선을 뿜어내는 포효격이라는 필살기를 낼 수 있다. 이 형태는 대가의 포상도 두 사람이 걸리지만 평소보다 우희의 소모와 반동이 커서 장기전에는 적합하지 않다.
무궁의 사슬 하늘 (無窮の鎖・天, スレイブ・てん）
통상 형태를 『천진』으로 진화시킨 형태.
전체적으로 능력이 향상된다. 동시에 경향이 이 형태에 맞추도록 고향의 월산을 읊은 구절을 주창함으로써 뇌의 리미터를 분리하여 자신의 움직임을 단시간 높이는 기술을 사용한다.
필살기로서 유키가 자신의 신체를 에너지로 변환해 사슬을 통해 교카의 칼에 깃들고, 교카필살의 일섬으로 유키를 참격으로 날리는 합체오의 예날의 칼을 쏠 수 있게 된다.

아즈마 히마리 (東 日万凛, あずま ひまり）
성우 - 미야모토 유메 (宮本侑芽)
나이 : 18세. 신장 : 159센티미터.생일 : 8월 28일.혈액형: A형. 가슴둘레: 83(D).
나이 : 18세. 신장 : 159센티미터.생일 : 8월 28일.혈액형 : A형. 가슴 : 83(D). 7프로 부조장.자존심이 강하고 성질이 급해 화를 잘 내는 여자.좋아하는 음식은 라면이다. 쿄카에 심취해 있고, 남자인 유키를 좋게 생각하지 않지만 전투시의 유키의 강도는 인정하고 있다.
마도에서의 공적이 큰 명문 동가 출신으로 카자마이키의 셋째 딸이다. 우수한 누나가 많은 만큼 히만린도 기대되었지만 중요한 때에 결과를 내지 못했기 때문에 친정에서는 낙오하라는 말을 듣고 어머니 카자마이키는 공포의 대상이 되어 누나 야치호로부터는 매일 바보 취급을 받고 있었다.이를 위해 교향과 같은 강한 존재가 되어 되돌아보는 것을 목표로 훈련을 거듭하고 있다.
6 프로그램과의 교류전에서 야치호가 대전 상대가 되어, 무궁의 사슬로 거느린 유우키와 함께 도전해 승리한 후에는 야치호와의 거리가 줄어, 유우키의 일도 재검토했다.
1차 인기투표에서는 3위를 기록했다.
청운의 뜻 (青雲の志, ラーニング）
다른 사람의 능력을 배움으로써 복사하여 스스로도 사용할 수 있게 되는 능력이 있다.
스마트폰 단말기에 정보를 세팅해 놓은 인물의 능력을 사용할 수 있지만 복사한 능력은 열화되기 때문에 대부분 쓸모가 없다.
대가 있는 능력을 사용하면 그 대가를 지불하지 않으면 다른 능력으로 전환될 수 없다.
후에 동쪽 만찬에서, 카자마이키에게 도발당한 것에 의해서 분노로 각성. 조장격의 물건을 시작으로 수많은 능력을 정확도는 떨어지긴 했지만, 실전 레벨까지 끌어올려 써냈다.
무장 소읍 방방방 (武装小町 バンバンバン）
신체의 일부분을 무기로 변화시키는 능력이 있다.
원래는 마방대 5 프로그램의 조원인 사키의 것으로, 궁합이 좋았는지 열화는 별로 하지 않고, 히만린이 공격용의 메인으로 사용하고 있다. 후에 더욱 힘을 끌어낼 수 있게 되어, 강력한 병기로 변화할 수 있게 되어, 머리카락을 무수한 포문으로 바꾸어 전방위로 공격하는 일제 사격(풀버스트)이라는 기술도 만들어냈다.
옥체혁명 패러다임 시프트 (玉体革命, パラダイムシフト）
자신의 신체크기를 변화시키는 능력이 있다. 히만린이라면 가슴의 크기가 3센치 변하는 정도.
무궁무진한 사슬·선풍 슬레이브·가슴벌레 (無窮の鎖・旋風 スレイブ・つむじかぜ）
일만린이 복사한 무궁의 사슬을 우희에게 사용한 형태이다.
여느 형태와 달리 속도가 현격히 빨라지는 속도 특화 형태지만 힘은 떨어지고 있다.특훈으로 스피드를 살린 가장 빠른 일격을 날리는 낙인파라는 필살기를 엮어냈다.
대가로 쿄카와 마찬가지로 유키에게 성적인 상을 주어야 한다.
무궁무진한 사슬·선풍 「천」 슬레이브·가슴벌레 「천」 (無窮の鎖・旋風「天」 スレイブ・つむじかぜ「てん」）
선풍 형태를 『천진』으로 진화시킨 형태이다.
제한시간을 짧게 묶는 결박을 가함으로써 속도를 더욱 강화했다.
무작정 무도단 나이트 스톰 (常闇舞踏団,ナイトストーム）
바람을 조작하는 능력 각성 시 사용. 풍무희의 신체를 크게 후퇴시켰다.
아마노 미토리노 미코토 아메노 미토리 (天御鳥命,アメノミトリ）
공간을 조작하는 능력으로 각성 시 사용한다. 정확도는 떨어지지만 실전 레벨에서 사용 가능.
행운유수 파이슨 (行雲流水.パイソン）
자신의 행동을 뇌 안에서 예약 입력함으로써 그 움직임을 충실히 실행하는 능력. 각성 시 사용한다.
동쪽의 다쓰카쿠 (東の辰刻, ゴールデンアワー）
시간을 조작하는 능력이 있다. 각성 시 사용. 조종할 수 있는 시간은 2초.
스루가 슈슈 (駿河 朱々, するが しゅしゅ）
성우 - 히노 마리 (日野まり)
나이:17세. 신장:165센티미터.생일 : 11월 13일.혈액형: B형. 가슴둘레: 85 (E)
일곱 프로그램 조원으로, 머리에 리본을 단 호기심 많은 소녀이다. 게임이 취미이다.
평범한 가정의 태생이지만 자극을 위해 마방대에 입대했다. 세 자매 중 막내로 가족의 응석을 받았다.
자매가 모두 변천도여자고등학교라는 초중고 일관 여고 출신이어서 지금까지 인생에서 홀아비 없이 새로 일곱 프로그램에 들어간 남자 유키에게 흥미진진해 우연히 여자 목욕탕을 들여다본 유키를 사진으로 찍어 협박해 노예로 만든다.이후 기숙사를 덮쳐온 추귀와의 싸움에서 유키의 도움을 받자 유키라고 애칭으로 부르게 되어 호의를 품는다.
팔뢰신 시구로가 유키를 노리고 7개 프로그램의 기숙사에 침입했을 때는 아마카와 함께 요격해, 2회 공격을 맞힌 것으로 격퇴했지만 시구로의 눈에 띄고 만다. 1차 인기투표에서는 4위를 기록한다.
옥체혁명 패러다임 시프트 (玉体革命 パラダイムシフト）
자신의 신체크기를 변화시키는 능력이다.
입고 있는 옷이나 단순한 구조를 가진 물건도 함께 사이즈 변경을 할 수 있다.커질 경우 7개 프로그램 기숙사보다 훨씬 거대해져 압도적인 파워를 떨칠 수 있지만 에너지를 소비하기 쉽고 복잡한 구조를 가진 휴대폰이나 총기 등은 함께 키우기 어렵다.작게 줄어들 때는 제한 시간도 길고 휴대 등도 쉽게 소형화할 수 있다.
나중에 신체 일부분만 사이즈 변경을 할 수 있게 됐다. 본편에서는 가슴만 키우고 유키를 유혹했다.
무궁의 사슬, 암융 슬레이브, 이와토시 (無窮の鎖・岩融, スレイブ・いわとおし）
교카로부터 노예화 상태의 유키를 대출받아 주주가 차주가 되었을 때의 형태이다.
일격에 작은 바위산을 부술 정도의 파워 특화형 형태로 대신 속도가 상당히 떨어진다.쿄카에게는 「심플한 특성이라면 대출할 필요가 없다」라고 판단되어 초조해진 주홍이 「자신이 거대화하면 유키도 거대화할 수 있지 않을까?」라고 제안해 실행했지만 실패로 끝났다.
오카와무라 레이 (大川村 寧, おおかわむら ねい）
성우 - 타치바나 히나 (立花日菜)
나이: 11세 / 신장: 145센티미터 / 생일 : 5월 5일 / 혈액형 : AB형.
일곱 프로그램 색적계. 일곱 프로그램의 최연소인 초등학생 여자아이. 지금의 목표는 집안일의 향상이다.
마도에 방황한 자나 출현한 추귀를 능력으로 찾아내는 삭적계의 비전투원이다. 어리지만 먼저 입대한 상사로서 유키를 항상 걱정하고 있다. 기숙사 내부의 문을 지나 고치현의 초등학교로 통학하고 있다.
부모가 마도 재해로 실종돼 마도 연구가 오카와무라 박사에게 인수됐다. 인연이 닿아 평소보다 이른 나이에 복숭아를 입에 물고 있다.부모님은 아직 살아계시리라 믿으며, 반드시 찾겠다고 다짐하고 있다.
1차 인기투표에서는 5위를 기록한다.
반드시 발견한다 프로미스 (きっと見つける プロミス）
먼 곳을 내다볼 수 있는 천리안의 능력이 있다.
발동 중에 영의 신체를 접한 사람에게도 시점을 연동시켜 시야를 공유할 수 있다.
수많은 능력 중에서도 희귀한 것으로 여겨진다.
무궁의 사슬 황성 슬레이브 반짝이 (無窮の鎖・煌星 スレイブ・きらぼし）
쿄카로부터 노예화 상태의 유키를 대출받아 닝이 차주가 되었을 때의 형태. 힘도 속도도 보통 형태보다 떨어지지만 감각이 갈리는 삭적 특화의 형태. 시각은 투시가 가능할 정도로 강화되고 청각은 다른 사람의 심장박동음을 들을 수 있게 된다.녕이 어리기도 하고, 대가도 우희의 머리 쓰다듬기 등 가벼운 것으로 되어 있다.

#### 일등반 (一番組)
타타라 키노미 (多々良 木乃実, たたら このみ）
신장: 155 센티미터 / 생일 : 12월 4일 / 혈액형 : A형.
가장 반장이다. 현역 고교생의 건강한 소녀이며, 심지가 강하고, 사람을 잘 따른다. 유우키보다 연하이다.
전 조장 리우 비장의 제자이자 교카의 여동생 제자에 해당한다. 그 실력은 몇 년이 지나면 총조장이 될 수 있다고 장담할 정도이다.
묘가 리우 (冥加 りう, みょうが りう）
신장: 154센티미터 / 생일 : 7월 7일 / 혈액형 : O형.
이치방조 부조장. 마방대의 단골손님인 노파. 취미는 멋쟁이이다.
너무 강한 실력으로 오랜 기간 조장을 맡고 있었지만 고령도 있어 키노 미노루에게 조장의 자리를 양보했다.현재는 부조장으로서 키노 미노루의 보좌를 하고 있다. 인재의 육성도 특기이며, 교카나 키노 미노루에게 무도의 기본을 두드린 스승이기도 하다.

#### 이등반 (二番組)
카미운텐 미라 (上運天 美羅, かみうんてん みら）
신장: 170센티미터 / 생일 : 8월 21일 / 혈액형: B형 / 가슴둘레: 85 (E)
2 프로그램 조장. 가슴에 표백을 두른 양키풍의 여성.혈기 왕성하고 호전적이다. 1인칭은 나이다.
남자답게 강인하고 무서운 모습이지만 보살핌이 좋아 부하 대원들로부터는 흠모를 받고 있다.교향을 라이벌로 삼고 차기 총조장 자리를 다투고 있다.
출신은 오키나와 현으로 마방대에 들어가기 전에는 홍련의 미라라는 별명을 가진 스케쥴을 하고 있었다.현지에서는 질세라 자신이 최강이라고 생각했지만 마방대에 들어가 만난 경향과 능력 없는 맨손 승부에서 졌다.조장이 된 시기도 같고 담당 지구도 귀문과 뒷귀문과 같은 격전구여서 양측 모두 총조장을 목표로 하고 있어 완전히 라이벌 사이다.
연애에 관해서는 우브로, 유우키에게 벌거벗겨졌을 때는 얼굴을 붉히며 강세를 부렸고, 교카가 유우키에게 능력의 대상에 의한 성적인 보상을 주는 것을 목격했을 때는 두 사람이 육체 관계를 맺고 있는 것이 아닌가 싶어 당황했다.
주홍색 연대 (緋色の連隊, オールキリング）
다수의 분신을 만들어내는 능력이 있다.
이 분신은 실체가 있고 모습도 세기도 미라와 똑같아서 아무리 만들어도 세기의 질이 떨어지지 않는다. 이를 사용하면 상대를 에워싸고 뭇매를 맞거나 납치된 인질 탐색시간 감소와 일제 구조 등 인해전술이 가능해진다.
자하 메구미 (座覇 めぐみ, ざは めぐみ）
신장: 154센티미터 / 생일 : 10월 23일 / 혈액형 : A형.
두 프로그램 구성원으로, 마스크를 쓰고 있는 전 불량 여성이 있다.
자신을 커보이고 싶다는 이유로 불량해졌지만 되받아 피를 흘리는 스케이번 시절의 미라와 만나 그녀에게 심취.그녀의 깃발을 짊어짐으로써 긍지와 자신감을 얻는다.
미라와 마찬가지로 마방대에 들어간 후에도 그녀의 깃발을 잡고 있었으며, 미라가 출격하자 두 프로그램 마방대 기숙사 지붕에서 깃발을 들고 미라를 강화하는 역할을 하였다.
주홍색 깃발잡이 (緋色の旗持ち, レッドソウル）
상운천미라열은 능력을 강화한다.
"천하무적 · 상운천미라 · 폭주홍련대"라는 한 문장이 적힌 키 이상의 기를 달아야 미라를 강화할 수 있다. 거리에 제한은 없는 모양이다.
특정 개인만을 강화하는 능력은 극히 드문 것으로 알려졌다.

#### 삼등반 (三番組)
츠키요노 벨 (月夜野 ベル, つきよの べる）
신장: 156 센티미터 / 생일 : 3월 30일 / 혈액형 : AB형.
3프로 조장. 울보이고 마음이 약한 여자이다. 맛집 찾는 걸 좋아한다. 마방대에는 능력을 예상해 스카우트돼 입대했다.주위에서는 놀림을 당하는 일이 많다.
웃는 수로인 카노푸스 (笑う寿老人, カノープス）
상세 불명. 경향 가로되, 굉장한 능력이라고.

#### 오등반 (五番組)
에조 야쿠모 (蝦夷 夜雲, えぞ やくも）
신장: 157센티미터 / 생일 : 5월 16일 / 혈액형 : B형.
5 프로그램 조장. 근명하고 타인과의 거리감이 가까운 여성.여자 아이돌 응원하는 걸 좋아해.일인칭은 야운씨이다.
여동생이 많아 큰딸로 벌기 위해 마방대에 입대했다.여성을 성추행하는 것을 좋아하고, 그래서 여성으로 구성된 마방대의 모든 조에 우호적이다. 마방대 여성으로 하렘을 쌓는 야망을 가지고 있다.
남자는 능력이 없어 불쌍해 했지만 유키에 대해서는 경계심을 누그러뜨리는 분위기를 느껴 마음에 들어 자신의 하렘에 넣기로 결정했다.
무작정 무도단 (나이트 스톰) 常闇舞踏団 ナイトストーム
바람을 조작하는 능력 토네이도를 일으켜 공격하거나 바람을 타고 하늘을 날 수 있게 된다.밤구름 바람의 조작은 유키의 상반신의 옷을 깨끗하게 벗기거나 토네이도로의 이동은 말려드는 사고 제로, 라고 꽤 재주가 있다.
바람의 위력은 누에 가로되, 진심이 되면 도시를 날려버릴 정도의 힘을 낼 수 있다고 한다.
무궁의 사슬 봉익 (無窮の鎖・鳳翼, スレイブ・ほうよく）
교카로부터 노예화 상태의 유키를 대출받아 야운이 세입자가 되었을 때의 형태이다. 등에 날개가 돋아 하늘을 날 수 있게 되는 비행 형태. 밤 구름의 능력과 합치면 밤 구름 이상의 비행 속도를 낼 수 있다.  고속으로 비행할 수 있어 일격 이탈이나 기습·강습에 적합하지만 계속력과 파워는 낮다.
이츠키 카이코 (五木 カイコ, いつき かいこ）
신장: 160센티미터 / 생일 : 5월 27일 / 혈액형 : A형.
5번 부조장으로, 일의식이 높은 여성이다.
귀중한 회복 능력의 사용자로 오랫동안 마방대에서 활약하고 있다.
회복능력(가칭)
상처를 회복하는 능력 이 능력으로 은신처 전투에서 부상당한 6번과 7번 프로그램 조원을 치료했다.  회복 능력은 귀중하고 레어한 능력으로 여겨지고 있다.
토코로야마 사키 (所山 サキ（ところやま さき）)
신장: 152센티미터.생일 : 7월 18일.혈액형 : A형.
5 프로그램 조직원. 사냥꾼의 딸로 자란 여성이다.
어떤 이유로 마방대 안에서도 말이 없고 말이 없다. 일만린에게 자신의 능력을 가르쳐 사용할 수 있도록 했다.
무장 소읍 (방방방) (武装小町（バンバンバン）)
신체의 일부분을 무기로 변화시키는 능력. 변화할 수 있는 무기는 검이나 개틀링 총에 빔 무기에 소형 미사일군 등 다양하다.  히만린이 사용하고 있는 능력의 오리지널이기 때문에, 사키는 히만린보다도 능숙하게 구사하고 있

#### 6번조
이즈모 텐카 (出雲 天花, いずも てんか）
성우 - 우치다 마아야 (内田真礼)
신장: 163센티미터 / 생일 : 10월 1일 / 혈액형: A형 / 가슴둘레: 88(F).
6 프로그램 조장. 냉정 침착한 여성. 자금 운용을 잘하고 피낭슈를 좋아하는 것이다.어릴 때부터 행보를 잘하는 우등생으로 총조장의 사랑으로부터도 신뢰를 받고 있으며 우수한 조장으로 세간의 인지도도 높다. SNS 사용법도 잘한다. 시마네현 출신으로 PR 동영상에 출연하거나 해 현지에 공헌하고 있다.
지금까지 마음에 드는 남자는 없고 애인도 없었다.조장의 격무를 달래거나 사적인 지루함을 달래기 위한 애완용 남자를 원할 때 노예로 주로 애쓰는 유키를 보고 마음에 들어 고백하고 무너뜨리는 등 대담한 행동을 할 정도로 호의를 품는다.이후 능력을 사용해 유키의 방에 침입하게 된다.
인간형 추귀의 은신처 전투에서 유키누나 아오바네와 싸우지만 전투 전 아오바네를 형님이라고 부르며 화를 내고 말았다(추행한 것이 아니라 진심에서).싸움에서는 한 발짝만 더 몰아붙이지만 아오바를 쓰러뜨리면 유키가 슬퍼할 것 같아 움직임을 멈춘 틈을 타 패배해 중상을 입지만 아오바로부터 유키의 마음을 생각한 것을 평가받아 '좋은 놈'으로 인정받았다.그 후 회복된 후에도 유키를 자주 만나러 가고 있다.아오바 쪽도 만나러 가서는 우키의 활약을 보고하고 있으며, 이때에는 인형 추귀에 대한 물자를 들여보내 아오바와 그의 동료들로부터 신뢰를 받게 된다.
1차 인기투표에서는 1위를 기록했다.
아마노 미토리 (天御鳥命, アメノミトリ）
공간을 조작하는 능력이 있다.
다른 곳으로 텔레포트하거나 공간 자체를 비틀어 찢음으로써 상대의 방어력을 무시하고 공격할 수 있다.공격할 경우의 효과 범위는 핀포인트의 것부터 일격에 추귀의 대군을 섬멸할 수 있을 정도로 다양하다.
텔레포트는 시인할 수 없는 장소로도 이동할 수 있다.천화 이외의 인물을 텔레포트하려면 천화 자신이 대상을 건드려 함께 텔레포트해야 한다.천화만으로 실시하는 텔레포트는 연속으로 666회 가능하다. 능력명의 유래는 '이즈모 국풍토기'에 기록된 신, '천어조명(天御鳥命)'.
아즈마 야치호 東 八千穂（あずま やちほ）
성우 - 히에다 네네( 稗田寧々)
신장: 155 센티미터 / 생일 : 2월 14일 / 혈액형: O형 / 가슴둘레: 80(C).
6번 부조장. 히만 린의 누나로 카자마이 키의 둘째 딸.여동생보다도 자존심이 강하다.좋아하는것은 막과자. 취미는 시쓰기야이다.
명문·동가(東家)의 인간인 것에 자부심을 가지고 있어, 결과를 내지 못하는 히만 린을 못난 여동생으로서 바보 취급하고 있지만, 그것은 좋아하는 아이를 괴롭히고 싶어지는 야치호 나름의 애정 표현이며, 실제로는 심한 시스콘으로 왜곡되어 있지만 히만 린을 소중히 여기고 있다.
직접적인 공격 수단으로 마도용으로 개조된 총을 소지하고 있다.
1차 인기투표에서는 6위를 기록했다.
동쪽의 다쓰카쿠(골든아워) (東の辰刻（ゴールデンアワー）)
시간을 조작하는 능력 자칭 숭고한 자세라는 포즈를 취함으로써 시간을 5초 멈추거나 되돌릴 수 있다.다만 포즈를 취해야 하기 때문에 노 타임에서는 사용할 수 없다.
또 물리적 시간을 조종하는 큰 기술이기 때문에 소모되기 쉽고, 몇 번의 사용만으로 지쳐, 능력의 상세를 알고 있는 사람이 상대일 경우 시간을 되돌리고 있는 것(야치호가 시간을 되돌릴 수밖에 없는 유효타를 주고 있다)을 알게 되는 결점이 있다.
동쪽의 대진각 (프라임타임) 東の大辰刻（プライムタイム）
自称・至高のポーズをとることで操る時間が倍の十秒まで増える。しかし消耗も激しいので一度使うとしばらく使用できなくなる。
와카사 사하라 (若狭 サハラ, わかさ さはら）
성우 - 우에다 레이나 (上田麗奈)
신장: 156 센티미터 / 생일 : 1월 21일 / 혈액형 : AB형.
6프로 조원으로, 잠자는 것을 좋아하는 여성이다.
황홀하고 마이페이스적인 성격이지만 조장인 아마카의 말은 듣고 있다.귀찮은 성격의 야치호의 유일한 친구이기도 하고 자존심이 강해 살 수 없는 좋아하는 막과자를 대신 사주기도 한다.
프로레슬링 기술의 사용자로, 능력과 병용함으로써 높은 근접 전투 능력을 발휘한다.
1차 인기투표에서는 10위.
성난 양 (크레이지 쉽) (怒れる羊（クレイジーシープ）)
미리 정한 분수 동안만 자신의 힘을 강화하는 능력이다. 최소가 1분이고 최대가 60분. 짧게 설정할수록 강해지지만 재사용에는 3분간의 인터벌이 필요하다.  능력을 발동 중 기절하면 높아진 투쟁 본능으로 몸이 자동으로 전투를 속행한다.힘은 더욱 강화되지만 편 가르기가 어려워진다.

#### 8번조 (八番組)
왈왈라 피리펜코 (ワルワラ・ピリペンコ)
8개 프로그램 조장. 외국인 여성이다.

#### 9번조 (九番組)
아즈마 후부키 (東 風舞希（あずま ふぶき))
신장: 171센티미터 / 생일 : 4월 16일 / 혈액형 : A형 / 가슴둘레 : 97(G).
9 프로그램 조장으로, 히만 린 · 야치호 · 마이아의 어머니이다. 해동화의 친딸이다.
나이를 느낄 수 없는 풍만한 몸과 물결치는 검은 장발을 가진 미녀.그다지 표정은 변하지 않고 말수도 적지만 어머니로부터 물려받은 호담함을 가진다. 옛날부터 결과를 낼 수 없는 히만린에게는 엄격하고, 미숙한 채로, 마방대에서 계속 싸운다면 어머니로서 다스리겠다고 선언했을 정도. 그러므로 부모와 자식 관계는 좋지 않았다.동가의 차기 당주를 결정하는 「동쪽 만찬」에서 히만린과 싸웠을 때에 굳이 쿄카를 모욕하는 도발을 한 것으로 히만린은 격노해 재능이 개화.그것을 보고 모욕을 철회했다.그 직후에 히만린이 한계를 맞아 기절하고, 야치호와 마이애도 깁업했기 때문에 「동쪽 만찬」의 최종 승자가 되어 토우이에 당주가 된다.
본심으로는 해동화의 방침인 실력주의를 좋게 생각하지 않고 가족과 친하게 지내고 싶었지만, 당주가 되기 전까지는 여러 가지로 참아왔기 때문에 당주가 된 직후에 해동화를 내려 실력주의였던 동가를 개선해 나가겠다고 선언.하루만 린도 연습을 시키거나 하는 등 부모와 자녀 관계도 개선했다.
유우키는 조장회의에서 봤을 때부터 남자 아이 하나쯤 갖고 싶었다며 마음에 든 듯, 유우키에게 마사지를 해주고 히만린의 유우키에 대한 포상에 참여하기도 했다.
태양을 찌르는 창 선셋 (太陽を穿つ槍, サンセット）
신축 자유자재의 창을 출현시키는 능력. 이 창은 출력을 높일수록 거리가 늘어나고 신체 능력도 강화된다.  신축을 연속으로 실시하는 것으로 굉장한 속도의 자돌을 몇번이나 반복하거나, 1할 정도의 출력으로 히만 린의 능력에 의한 미사일군을 쳐 떨어뜨린다, 등 심플하지만 차원이 다른 힘과 속도를 자랑한다.
무궁무진한 쇠사슬, 육탄 (無窮の鎖・肉弾, スレイブ・にくはずみ）
교카로부터 노예화 상태의 유키를 대출받아 카자마이키가 차주가 되었을 때의 형태. 힘도 속도도 약간 떨어지지만 몸에 고무 같은 탄력이 붙고 부드러워진다.결과 상대의 타격을 무효화하거나 점프력도 월등히 높아져 팔을 뻗어 원거리에서 공격할 수 있게 된다.  본편에서 이 형태는 일만린이 「무궁의 사슬·선풍」을 사용하고 있을 때 쇠사슬을 풍무희가 잡으면서 대출이 되어 발동하였다.
아즈마 마이아 (東 麻衣亜, あずま まいあ）
신장 : 164센티미터 / 생일 : 6월 3일 / 혈액형 : A형.
9번 부조장. 히만 린과 야치호의 누나로 카자마이키의 장녀. 안경을 쓴 쿨한 미녀. 취미는 게임이고 대회에 나갈수 있을 정도의 실력을 가지고 있다.
아지테 아라카미 오나루노카미 (足手荒神, おおいなるもの）
거대한 손을 만들어 내는 능력 오른손과 왼손이 있어 양쪽 동시에 조작을 할 수 있다.손 위를 타고 공중을 이동하거나 양손으로 감싸는 것으로 방어하는 등 응용력이 높다.  힘은 떨어지지만 끄고 불가시로 만드는 것도 가능하다.
아즈마 호마레 (東 誉, あずま ほまれ）
신장: 158센티미터 / 생일 : 9월 19일 / 혈액형 : B형.
9 프로그램 조직원. 동가의 분가의 여성.프로그램이 특기인 데이터 수집 유형.좋아하는 음식은 햄버거. 안대와 노출도가 높은 펑크 패션 차림을 하고 있다.
행운유수 (行雲流水, パイソン）
자신의 행동을 뇌 안에서 예약 입력함으로써 그 움직임을 충실히 실행하는 능력이다.
입력한 행동은 중간에 변경할 수 없지만 실행 중에는 신체가 초절 강화된다.
다리의 허벅지로 타이핑함으로써 더욱 정묘한 행동을 할 수 있고, 명예의 활력도 좋아지지만 손가락으로 입력하기 때문에 틈이 생기게 된다.
능력을 실행 중에 주위의 정보를 주우면서 능력이 떨어지는 순간에 즉시 뇌내 입력과 실행을 함으로써 끊임없이 움직이는 것처럼 보이지만 뇌에 엄청난 피로가 가해진다.
아즈마 토베라 (東海桐花, あずま とべら）
신장: 155 센티미터 / 생일 : 11월 21일 / 혈액형 : A형.
9 프로그램 조원으로, 히가시야 당주이다. 카자마이키의 어머니로 히만 린 · 야치호 · 마이아의 조모이다.
고령이지만 스스로의 능력에 따라 중학생 정도의 소녀의 모습을 하고 있다.대담하고 도박을 좋아한다. 예전에는 총조장을 지낸 경험이 있을 정도의 실력자이지만, 귀찮은 냄새가 많은 성격이기 때문에, 현재는 타이라의 조직원을 하고 있다.
동쪽의 성상 우타카타 (東の星霜,うたかた）
생명력을 조종하는 능력이 있다.
다른 사람에게서 생명력을 빨아들이는 것이 가능하고 빨려든 적은 노화되어 마른다.많은 적으로부터 일제히 흡수할 수도 있지만, 충분한 시간이 필요하다.적을 건드려 영거리에서 발동하면 웅덩이는 없이 단숨에 빨아들인다.해동화는 화초에서 생명력을 흡수해 회춘했다. 잉여에 축적된 생명력을 다른 사람에게 나눔으로써 치유와 성장을 촉진하거나 생명력을 무기 삼아 공격할 수도 있다.

#### 10개 프로그램
야마시로 렌 (山城 恋, やましろ れん）
신장: 162센티미터 / 생일 : 2월 11일 / 혈액형 : O형 / 가슴둘레 : 84(D)
마방대 총조장 겸 10개 프로그램 조장검은 장발에 꽃 모양의 끈 장식을 머리에 단 미녀이다.
취미는 강아지와 놀거나 화목한 장소를 산책하는 것이다. 마방대의 총본부내에 일본 정원을 짓고 있고, 거기서 쿠로시바의 「카나메」와 시라시바의 「미야비」의 암컷의 2마리의 개를 키우고 있을 정도의 개를 좋아한다.
어린 시절부터 모든 분야에서 최고를 차지한 천재로 총리대신으로부터는 호위를 지명받거나 미국 대통령으로부터는 생명의 극치 지구의 답으로까지 불릴 정도의 걸물.애국심이 강하고 나라를 위해서라면 소수를 버리는 비정한 선택을 하기도 하는 합리주의자. 그래서 경향과 천화로부터 음양 기숙사와 담합해 인간형 추귀의 사정을 알고도 그냥 넘어가는 것은 아닌지 의심받고 있다.
교카의 능력을 끌어올리고 아마카에게 마음에 드는 유키에게 흥미를 가지고 있어 조장 회의 참석을 요청했다.합동훈련 때 우희의 차주가 되었으나 능력의 대가인 포상의 내용을 파악하지 못하고 우희에게 개 취급을 당해 수모를 겪는다.
만물을 모두 해한 무한 우주의 전일 (万物を総該した無限宇宙の全一)
여덟 가지 이능을 조종하는 능력이 있다.
만다라를 전개하여 팔불 있는 부처의 능력을 선택하여 눈동자에 깃들임으로써 자유자재로 사용할 수 있다.능력은 두 개 동시에 병용이 가능해 두 눈에 같은 능력을 머금으면 출력이 향상된다.여덟 가지 능력의 세부 사항을 모두 아는 사람은 오직 연인뿐이다.
현재 판명되고 있는 것은 「비행 능력」 「상대의 능력의 무효화」 「차기와 함께 쏘는 빔과 같은 충격파」 「자신의 육체의 강화」 「자신의 이외의 대상을 아득히 멀리 날려 보내는 강제 전이」라고.
무궁의 사슬 살아 슬레이브 호로시키바 (無窮の鎖・殺牙,スレイブ・ころしきば）
교카로부터 노예화 상태의 유키를 대출받아 사랑이 세입자가 되었을 때의 형태이다.
몸이 칠흑으로 물들어 전체 능력이 많이 올라가고 상처도 순식간에 회복되며 비행 능력과 추귀 탐지 능력도 갖는다.게다가 노려본 적 전원의 머리 위에 송곳니 마크를 출현시킨 뒤 씹는 동작을 함으로써 상반신을 소멸시키는 속죄의 염소라는 필살기를 사용할 수 있다. 다만 이 형태는 우희의식이 없어져 제어 불능이 되는 폭주 형태이며, 추귀가 있는 곳으로 자동으로 향하여 추귀를 섬멸하면 차주의 사랑에도 송곳니를 드러내기 때문에 무력화하여야 한다.사랑의 무효화 능력으로 노예화의 변신을 해제할 수도 있지만 대가 노예계약의 포상은 무효화할 수 없다.
비젠 긴나 (備前 銀奈, びぜん ぎんな）
신장: 159센티미터 / 생일 : 6월 30일 / 혈액형 : B형.
10프로 조원. 입버릇에 「격」을 붙이는 갸루이다.
마방대의 광팬으로 사인 모으기가 취미.남자에게는 관심이 없고, 유키를 보자마자 시들해질 정도. 하지만 7개 프로그램과 6개 프로그램의 교류전에서의 유키의 활약을 보고, 그의 사인도 탐나게 된다.
회원제투기장 (긴나클럽) (会員制闘技場（ギンナクラブ）)
결계를 만들어내는 능력이 있다.
긴나가 지면에 그은 선을 경계로 결계가 발동.이 결계는 추귀가 천 마리 와도 깨지지 않고 닿은 추귀를 산산조각낼 정도의 방어력이 있어 은나가 가진 두루마리 에 서명한 자만이 결계 안에 넣을 수 있다.서명한 자들끼리의 전투는 결계 내에서는 어떤 상처도 고칠 수 있다. 이 능력 때문에 긴나는 마방대의 교류전에 심판으로 끌려가고 있다.

### 추귀 (醜鬼)

#### 팔뢰신 (八雷神)
시코쿠 (紫黒,しこく）
신장: 161센티미터.생일 : 수수께끼. 혈액형 : 수수께끼이다.
머리 끝이 뱀 머리로 된 검은 장발을 한 소녀형 팔뢰신이다. 팔뢰신의 리더격1인칭은 '나'이다.
수다스럽고 성격은 검으며 레이쇼(煉 を)를 잘 놀리고 있다.인류를 멸망시키는 것을 목적으로 하고 있지만, 동시에 인간에게 흥미를 가지고 있고, 여러 가지 의미로 좋아해.그래서 마음에 드는 사람은 몇 명 남기려고 한다. 은신처 싸움에 난입하여 외뿔 추귀를 해방시켜 우희와 경향에게 습격하게 하였으나 반대로 압도한 우희에게 눈독을 들이게 된다.
암막 (暗幕, あんまく）
주위를 어둠으로 덮음으로써 감지되지 않게 되는 기술이다.
검은 소용돌이 (黒渦巻,くろうずまき）
인력을 발하여 적을 끌어당기는 작은 검은 구체를 만들어 내다.
어둠사옥 암지로 (闇蛇牢,やみじゃろう）
머리카락의 뱀을 길러 적을 구속하고 뱀에게 물림으로써 독으로 행동불능을 만든다.
환각 (幻覚)
머리카락의 뱀이 토하는 가스를 마시게 함으로써 환각을 보인다. 좁은 장소라면 결정하기 쉽지만, 섣불리 자흑색이 움직이면 효과가 흔들리는 결점이 있다.
양류 (壌竜, じょうりゅう）
신장 : 168센티미터 / 생일 : 수수께끼 / 혈액형 : 수수께끼.
피부를 상당히 노출시킨 모양을 하고 있는 갈색 피부의 여성 팔뢰신.
박진감 있게 생겼지만 과묵하고 동료들 사이에서는 온후한 성격을 띠고 있다.
레이젠 (雷煉, らいれん）
신장: 175센티미터 / 생일 : 수수께끼 / 혈액형 : 수수께끼
덩치가 큰 거한형 팔뢰신이다.
호전적이고 고압적인 성격으로 웃기도 쉽고 화를 내기 쉽다.인간을 깔보고 있어 '폐한 자'라는 멸칭으로 부르고 있다. 불꽃과 벼락을 조종하는 능력을 지닌다.
공절 (空折, くうせつ）
커다란 알에 다리가 난 모습의 팔뢰신이다.
자라기 위해 먹이가 필요하여 자흑이 사로잡은 코코와 파도소리를 집어 들었다.그 결과 외모와 성격에 코코와 파도소리의 영향이 일어나 활발하고 미를 추구하는 미소녀로 변화했다.
무한히 강해질 수 있는 특성을 가지며 복숭아 능력을 가진 사람을 포섭하면 그 자의 능력을 사용할 수 있게 된다.다만 성격까지 파고드는 결점이 있다.먹이가 되는 능력자를 찾아 현실세계의 요코하마에 내려와 능력자를 유괴하는 사건을 일으킨다.

#### 인간형 추귀 (人型醜鬼)
와쿠라 아오바 (和倉 青羽, わくら あおば）
유우키 (優希)의 누나이다.
브라콘에서 유우를 익애하고 있으며, 유우를 훌륭한 남자로 키우기 위해 가사능력을 단련시키거나 프로레슬링 기술을 익히기도 했다.
6년 전 마도재해를 당해 실종됐지만 살아남기 위해 복숭아를 먹은 결과 인간형 추귀로 변모하고 만다.폭주 상태가 심해 이성을 유지한 채 힘을 쓰기 위해 수년간 잠복해 있었다.겨우 안정될 무렵 음양 기숙사에서 도망쳐 나온 코코와 파도 소리들을 만나 이들을 한데 모아 인간형 추귀의 총대장이 된다.
실력으로 거느린 외뿔 추귀의 등을 타고 유키와 교카 앞에 나타난다.교카가 거느릴 수 있는 이형이 유우키라는 것을 깨닫고, 다시 습격했을 때 납치한 유우를 은신처로 데려와 재차 재회를 완수했다.
인간형 추귀가 되면서 마도의 복숭아를 에너지원으로 사용할 수 있게 되었고, 여러 차례 먹은 데서 비롯된 것인지 여러 가지 이능이 발현되고 있다. 1차 인기투표에서는 8위를 기록했다.
빔 (ビーム)
입에서 파괴력을 가진 포격을 가하는 능력이 있다.
머리 조작 (가청) (髪の操作（仮称）)
자신의 머리를 자유자재로 기르는 능력이 있다. 구속력도 강해 마음만 먹으면 대형 추귀를 쥐어죽여 완자가 될 정도.
돈함 코코 (제니바코 코코) ( 銭函 ココ（ぜにばこ ここ）)
신장: 153센티미터 / 생일 : 4월 8일.
아오바네의 동료로 밝고 활발한 소녀이다.
동료를 생각하고 보살핌이 좋은 江 仲間 토박이 성격을 가지고 있다.그래서 동료 인형 추귀를 훼손한 음양 기숙사와 마방대에 대한 분노는 거세다. 은신처 전투에서 주홍과 사하라와 교전.웅동자를 이끌고 싸우지만 웅동자는 몸속에 들어온 주주의 거대화로 격파당했고 자신도 웅동자의 송곳니를 가진 사하라의 참격에 패배했다.그 후 회복되었다가 푸른 날개 있는 곳으로 향하지만 갑자기 나타난 팔뢰신에 의해 사로잡혀 파도소리와 함께 공절로 포섭되고 만다.
체액조작 (가칭) (体液操作（仮称）)
자신의 체액을 조종하는 능력이 있다. 체표에서 눌눌의 체액을 분비하여 몸을 덮음으로써 타격을 받아 흘려 듣지 않게 한다. 다만 참격에는 약하다.  침은 상처를 치유하는 효과가 있으며 상처 부분을 핥아도 회복될 수 있다.
유노 나온 (湯野 波音（ゆの なおん）)
신장: 165센티미터 / 생일 : 1월 25일
푸른 깃털의 동료로 날씬한 몸을 가진 미녀이다.
인간이었을 때는 모델 일을 하고 있었다.어려서부터 버릇없고 미를 추구했고, 인간형 추귀가 된 자신도 아름답다고 생각한다. 마도 재해를 당할 때까지 복숭아를 먹지 않았고, 추귀에게 습격당해 죽고 싶지 않은 마음에 복숭아를 입에 물고 인간형 추귀가 되어 버려 음양 기숙사의 보호를 받는데 그곳에서 인체 실험을 받는다.거기에서 복숭아의 능력으로 동료를 데리고 탈출. 도망친 곳에서 아오바네와 만났다.
은신처 전투에서는 히만 린과 야치호와 교전.아크라와 함께 지면이나 벽에 숨으면서 싸우지만 시간을 되감은 야치호에 의해서 거처를 파헤쳐져, 히만 린의 총격에 의해서 패배.아크라를 잃지만 그래도 푸른 날개 있는 곳으로 향한 끝에서 나타난 팔뢰신에 사로잡혀 코코와 함께 공절에 포섭되고 말았다.
숨겨진 미(히토리 시즈카) (隠された美（ヒトリシズカ）)
사물에 잠기는 능력이 있다.
물체를 투과할 수 있게 되어 벽이나 지면 속을 자유자재로 잠행하여 돌아다닐 수 있다. 어떤 물건이라도 잠재울 수 있지만 격렬하게 움직이는 대상으로 잠수하는 것은 서툴러 결과적으로 적이 휘두르는 무기나 맹렬한 속도로 다가오는 총알 등은 투과할 수 없다.

#### 특수 개체 (特殊個体)
외뿔소 ( 一本角（いっぽんづの）) / 키도마루 (鬼童丸（きどうまる）)
머리에 큰 뿔을 가진 추귀이다.
마방대가 붙인 코드네임은 외뿔이고 귀동환은 아오바네가 붙인 이름이다.
일찍이 「츠키야마 오이자와 사건」이라고 하는 마도 재해를 일으켜 교카의 고향을 멸망시켰다.교향에게 있어서 미운 원수에 해당하는 개체이다.
본편에서는 아오바네에게 굴복시켜 하인이 되었다.은신처 전투에서는 경향과 일대일로 싸우다가 난입해 온 자쿠로에 의해 아오바네의 지배에서 해방되어 아오바네를 부상시키고 유키와 교카에게 습격한다. 하지만 반대로 노예화한 유우키와 교카에 밀려, 교카의 검기 「난산 벚꽃」을 받아 잘려 쓰러졌다.
곰돌이 (熊童子,くまどうじ）
곰같이 생긴 추귀이다.
본편 8년 전에 가고시마현에서 마도 재해를 일으켜 다수의 사망자를 내고 마방대가 오는 동시에 도망쳤다.현재는 코코가 굴복해 따르고 있다.
아크라 (アクラ)
가면과 여섯 개의 손발을 가진 추귀이다.
다른 추귀에 비해 창과 활을 무기로 구사할 정도로 지성이 높다. 현재는 파도 소리에 굴복해 따르고 있다.
은신처 전투에서 파도소리와 함께 히만린과 야치호의 동자매와 싸우지만 야치호의 총격으로 쓰러졌다.
이후 시신을 수거한 자흑색에 의해 개조돼 철저한 전투력 강화와 특수한 실을 익혀 되살아난다.이 실은 감은 대상의 생체를 보호하고 보존하는 힘을 갖는다.이는 공절이 포식한 능력자의 능력을 빼앗으려면 먹이 능력자가 살아 있는 것이 조건이기 때문이다.
현세를 침공한 공절의 아지트를 지키다가 대치한 미라에 의해 뭇매를 맞고 두 번째 죽음을 맞이했다.

### 기타 (その他)
핫토리 (服部, はっとり）
유키의 고등학교 친구인 남학생. 번외편 「슬레이브의 소원」에서는 졸업 후에 취직했다.
스와 (諏訪, すわ）
유키의 고등학교 친구인 남학생이다. 초등학교 때는 유키와 사이가 나빴지만, 지금은 좋은 관계. 형이 있다.
아즈마 소라코 (東 空子（あずま そらこ）), 아즈마 타케미 (東 竹美（あずま たけみ）)
동가의 분가(分家)근 출신으로 카자마이키(風舞 の)의 매형. 경찰의 대능력범죄 전문 특수부대에 소속돼 있다.각각 어떤 이능이 담긴 화투와 강화된 주먹을 무기로 삼고 있다.  「동쪽 만찬」에서는 유미나와 짜고 카자마이키와 싸웠지만 패배했다.
아즈마 유미나 (東 弓奈（あずま ゆみな）)
동가 분가근 출신 소녀카자마키의 양녀. 무기는 활화살. '동쪽 만찬'에서는 같은 분가근의 소라코와 타케미와 짜고 카자미 마이키를 활과살로 저격하려다 마이애로 인해 기절당했다.
카와바타 시키 (川端 詩妃（かわばた しき）)
여배우. 직장에서 돌아와 맨션에 있는 집에서 샤워를 하다가 먹이 능력자를 구하러 현세에 온 공기에 습격당해 유괴된다.
시모무라 유메지 (下村 夢路)
전 7프로 조장. 쿄카가 마방대 7프로에 가입했을 때의 조장으로, 야심이 높고 부하에게 무리한 명령을 내리는 인물.그것이 마음에 들지 않았던 쿄카에게 결투를 걸어 패배.조장 자리를 빼앗겼다. 이후의 상세한 것은 불명.

## 용어
마도 (魔都, まと）
수십 년 전 일본 각지에 나타난 의문의 문 앞에 펼쳐진 이공간이다.초목이 나지 않고 바위산이 이어진 불모의 황야와 뇌운으로 뒤덮인 하늘로 이루어져 있다.넓이는 도쿄도만큼. 추귀라는 사람을 덮치는 괴물과 이능의 힘을 주는 복숭아가 존재한다.
크나도 (クナド)
통칭 문. 현실세계와 마도를 연결하는 것. 문의 위치는 고정되어 있고, 그 자리는 정부가 관리하고 있으며, 마도 쪽 문이 있는 곳에는 마방대 기숙사가 있다.  블랙홀처럼 생긴 돌발적으로 발생하는 문도 있어 대개 몇 시간이 지나면 사라지는데 그 문이 마도재앙의 원인이 되고 있다.문은 일본 내에서만 발생한다.
추귀 (醜鬼, しゅうき）
정식 명칭 황천추귀.마도 전역에 서식하는 흉포한 괴물이다.
한 마리가 현실세계에 출현하면 수십 명의 희생자가 나온다고 한다.여러 추귀가 일체화돼 거대한 모습이 되기도 한다.
재래식 무기로 쓰러뜨릴 수 없고 복숭아의 은혜로 발동한 힘이 아니면 쓰러뜨릴 수 없다.다만 예외로 하마에쿄카만이 독자적인 전투술을 사용하여 복숭아의 은혜에 관계없이 추귀를 쓰러뜨릴 수 있다.
사람형 추귀 (人型醜鬼, ひとがたしゅうき）
새로 발견된 지성을 지닌 사람의 모습을 한 추귀이다.
그 정체는 마도에서 복숭아를 먹은 결과 복숭아의 힘이 폭주해 육체가 추귀처럼 변해버린 전직 인간 여성. 인간이었을 때보다 신체 능력이나 회복력은 향상됐지만 흉폭성도 조금 더해졌다.
일부가 음양 기숙사에서 인체실험을 하다 도망쳐 현재는 복숭아조차 나지 않는 마도 끝 지하 은신처에서 20명가량 생활하고 있다.그 중 싸울 수 있는 능력자는 아오바네 코코 파도 소리 세 사람뿐이다.
본인들은 반 인간이고 반쪽짜리라는 인식으로 반쪽 인간을 멈추고 있기에 힘을 알게 함으로써 추귀를 따를 수 있다.다만 명령할 수 있는 수에는 한도가 있다.
팔뢰신 (八雷神, はちらいじん）
추귀를 묶는 수수께끼의 존재. 스스로를 신이라 칭하고 인류를 멸망시키는 것을 목적으로 한다. 명칭 그대로 수는 8구이다.
복숭아 (桃)
마도에 존재하는 수수께끼의 과실이다.
먹은 자에게 이능의 힘을 주지만 여성에게만 이능을 가져다 준다.이로 인해 인류 남녀의 역학관계는 붕괴되고 여존남비의 세계가 되고 말았다. 과잉섭취는 위험하며 복숭아는 1인당 1개만 먹을 수 있으며 이때 발현되는 능력은 기본적으로 신체능력을 강화하는 유형인 경우가 많다.또 복숭아의 능력은 본인의 기질이나 소양에 따라 결정된다는 설이 있다.
먹으려면 희망자가 국가에 신청을 내고 엄격한 심사를 통과해 전문직 입회하에 먹는 것이 일반적이다.자연체 그대로가 좋다 정체를 알 수 없다는 등의 생각으로 복숭아를 먹지 않는 여성도 있다.
복숭아의 능력을 악용해 범죄를 일으키는 능력범죄도 일어나게 됐고 능력범죄용 특수부대가 경찰에서 만들어졌다.
마도 중앙에 있는 지하동굴에는 복숭아나무가 많이 자라고 있으며 그곳에서 마방대 대원들이 수확하고 있다.외국에도 복숭아 공급을 정기적으로 하지만 복숭아를 노리는 외국 테러리스트들이 마도에 침입하기도 한다.
사실 마도에서 복숭아를 먹으면 드물게 복숭아의 힘이 폭주하여 몸이 추귀처럼 변모하여 사람형 추귀가 되고 만다.마도의 오기가 원인이라는 것이 정설이고 현실세계에서는 이 사고가 일어나지 않는다.
마도 재해 (魔都災害, まとさいがい）
돌발적으로 나타난 문으로 인해 일반인이 들어와 마도를 헤매거나 추귀가 현실세계로 나와 사람을 덮치는 등 마도 관련 재해. 문은 일본에서만 발생하기 때문에 마도 재해도 일본에서만 일어난다.
츠키야마오이자와 사건 (月山大井沢事件, がっさんおおいさわじけん）
야마가타현 쓰키야마에서 일어난 마도 재해이다.
대규모 문에서 출현한 대량의 추귀와 외뿔을 낳은 대형 특수 개체가 하마에 교카의 고향 산간 마을을 습격해 교카를 제외한 주민 800명 전원이 사망했다.추귀는 달려온 마방대에 의해 전멸했지만 외뿔만은 마도로 도망가고 있었다. 이 사건으로 인해 교카는 고향의 원수를 갚기 위해 마방대에 입대하기로 결심한다.
마방대 (魔防隊, まぼうたい）
정식 명칭은 마도 방위대(마토모에이)로, 인류를 마도의 위협으로부터 보호하기 위해 만들어진 조직이다.
마도로의 문을 관리하에 둔 일본 정부가 창설하였다. 대원들은 모두 복숭아의 힘을 얻은 여성들로 구성돼 있다. 남자는 대원이 될 수 없고, 7프로 기숙사의 관리인이 된 와쿠라 유키는 어디까지나 고용된 형태가 된다.
주된 임무는 추귀 토벌이나 돌발적으로 발생한 문의 감시와 경비, 마도재해를 만난 자 구조.마도의 자원인 복숭아를 테러리스트로부터 보호하는 역할도 한다.
재수 없는 '4' 숫자를 제외한 1개 프로그램부터 10개 프로그램까지 9개 조로 구성되어 있으며 마도를 8개 방향으로 구분하여 중앙을 포함한 각 담당 장소에 배치되어 있다.
마도에 세워진 마방대 기숙사는 '마도 음양도'에 따라 만들어졌으며, 더욱이 기숙사 주변에 강력한 결계를 펼쳐 추귀의 침입을 막고 있다.
일등반 (一番組)
담당 구역 또는 북방 방면이다.
이등반 (二番組)
담당 구역은 북동 방면.귀문의 위치이기 때문에 다른 구역과 비교해 추귀가 나오기 쉽다.정반대 위치의 7개 프로그램과는 라이벌 관계에 있다.기숙사 내부에 있는 문은 요코하마 쿠나도로 연결되어 있다.
3번조 (三番組)
담당 구역은 동쪽 방면이다.
5번조 (五番組)
담당 구역은 남동 방면. 조장인 에조야운이 여자를 좋아하기 때문에 각 조에 협력적인 온건파로 되어 있다.기숙사 내부에 있는 문은 야마가타 쿠나도로 연결되어 있다.
6번조 (六番組)
담당 구역은 남방면. 조장과 부조장의 인연으로 7개 프로그램과 연계하는 경우가 많다.
7번조 (七番組)
담당 구역은 남서 방면이다. 뒷귀문의 위치이기 때문에 다른 구역과 비교해 추귀가 나오기 쉽다.조장인 하마에 교카의 기질도 있어 무투파로 알려져 있다.남자인 와쿠라 유키를 교카의 능력용 노예 겸 기숙사 관리인으로 고용했다.기숙사 내부에 있는 문은 고지식나도로 연결되어 있다.
8번조 (八番組)
담당 구역 또는 서쪽 방면이다.
9번조 (九番組)
담당 구역은 북서 방면이다. 동가 사람으로 구성되어 있다.
10번조 (十番組)
담당 구역은 중앙 방면이다. 그 거점은 마방대의 총본부이기도 하고 현세로 가는 문도 세 개 있다. 마도 전토를 감시하는 역할을 담당해, 이상이 있으면 담당 지구의 조에 전달한다.예외로 추귀가 나오기 쉬운 두 프로그램과 일곱 프로그램에는 전문 색적계가 있다.
마도 교류전 (魔都交流戦, まとこうりゅうせん）
마방대 조끼리 벌어지는 솜씨 겨루기 시합이다.
조의 친선 목적이나 의견이 갈렸을 때 흑백을 결정하기 위해 개최된다
종목은 '일대결' '링' '러그볼' '러그미웨이' 등 복수 중에서 조장들이 뽑힌다.
아즈마 (東, あずま）
마방대의 역사와 깊이 연결되는 명문가이다.
마도에서의 공적이 큰 명문으로 총조장을 배출하거나 우수한 마방대 대원을 여러 명 내보내고 있다.본가는 타마가와 쿠나도의 바로 옆에 있다.
본가의 인간에게는 한자 세 글자의 이름이 주어진다.
실력 지상주의로 동쪽은 막강해야 한다는 이념을 앞세워 분가 아이라도 우수하면 본가의 양자로 삼았고 아이들을 다투게 해 실력을 높여 왔다. 그러나 그 결과 친족 간 불화가 심해지고 아이가 뒤틀린 정신으로 자라게 되고 말았다.
당주를 결정할 때는 동쪽 만찬이라는 배틀로얄로 정해진다.작중에서 행해졌을 때는 카자마이키가 우승해 당주가 된다.그 때, 지금까지의 실력주의를 없애고 사이좋게 지내 갈 것을 카자마키는 선언했다.
작중에서 등장한 것은, 동일만름, 동팔천호, 동마의병, 동예, 동풍무희, 동해동화, 동공자, 동죽미, 동궁나 등이 있다.
음양 기숙사 (陰陽寮, おんみょうりょう）
마도의 연구를 하고 있는 조직복숭아의 능력에 의해 관리되고 있다. 마도의 존재는 국가에 이익이 된다는 방침에서 포착한 추귀를 조사하거나 연구라 칭해 인간형 추귀가 되어버린 여성에게 인체실험을 하고 있었다.

## 서적 정보
- 원작: 타카히로, 작화: 타케무라 요헤이 《마도정병의 슬레이브》 슈에이샤 〈점프 코믹스+〉, 기간 12권(20223 1월 4일 현재)
  1. 2019년 3월 4일 발매[8]
  2. 2019년 7월 4일 발매[9]
  3. 2019년 11월 4일 발매[10]
  4. 2020년 3월 4일 발매[11]
  5. 2020년 7월 3일 발매[12]
  6. 2020년 12월 4일 발매[13]
  7. 2021년 4월 2일 발매[14]
  8. 2021년 8월 4일 발매[15]
  9. 2021년 12월 3일 발매[16]
  10. 2022년 5월 2일 발매[17]
  11. 2022년 9월 2일 발매[2]
  12. 2023년 1월 4일 발매[18]

## 텔레비전 애니메이션
2024년 1월 4일부터 AT-X, 도쿄 MX에서 방영될 예정이다.

### 스태프
- 원작 - 타케히로(タカヒロ), 타케무라 요헤이(竹村洋平)[19]
- 총감독 - 니시무라 준지(西村純二)[19]
- 감독 - 쿠지 고로(久慈悟郎)[19]
- 시리즈 구성 - 나카니시 야스히로(中西やすひろ)[19]
- 각본 - 카노 료타(加納亮太), 킨다이치 아키라(金田一 明)[19]
- 캐릭터 디자인 - 요시이 히로유키(吉井弘幸)[19]
- 색채 설계 - 니시무라 카오루(西村 薫)[19]
- 촬영 감독 - 야마다 카즈히로(山田和弘)[19]
- 음악 - KOHTA YAMAMOTO[19]
- 음향 감독 - 요코타 치카코(横田知加子)[19]
- 애니메이션 제작 - Seven Arcs[19]

### 주제가
오프닝 테마는 키토 아카리, 엔딩 테마는 우치다 마아야가 담당한다.